# Alesheim
Alesheim ist eine Gemeinde im mittelfränkischen Landkreis Weißenburg-Gunzenhausen. Sie ist Mitglied der Verwaltungsgemeinschaft Altmühltal.

## Geografie

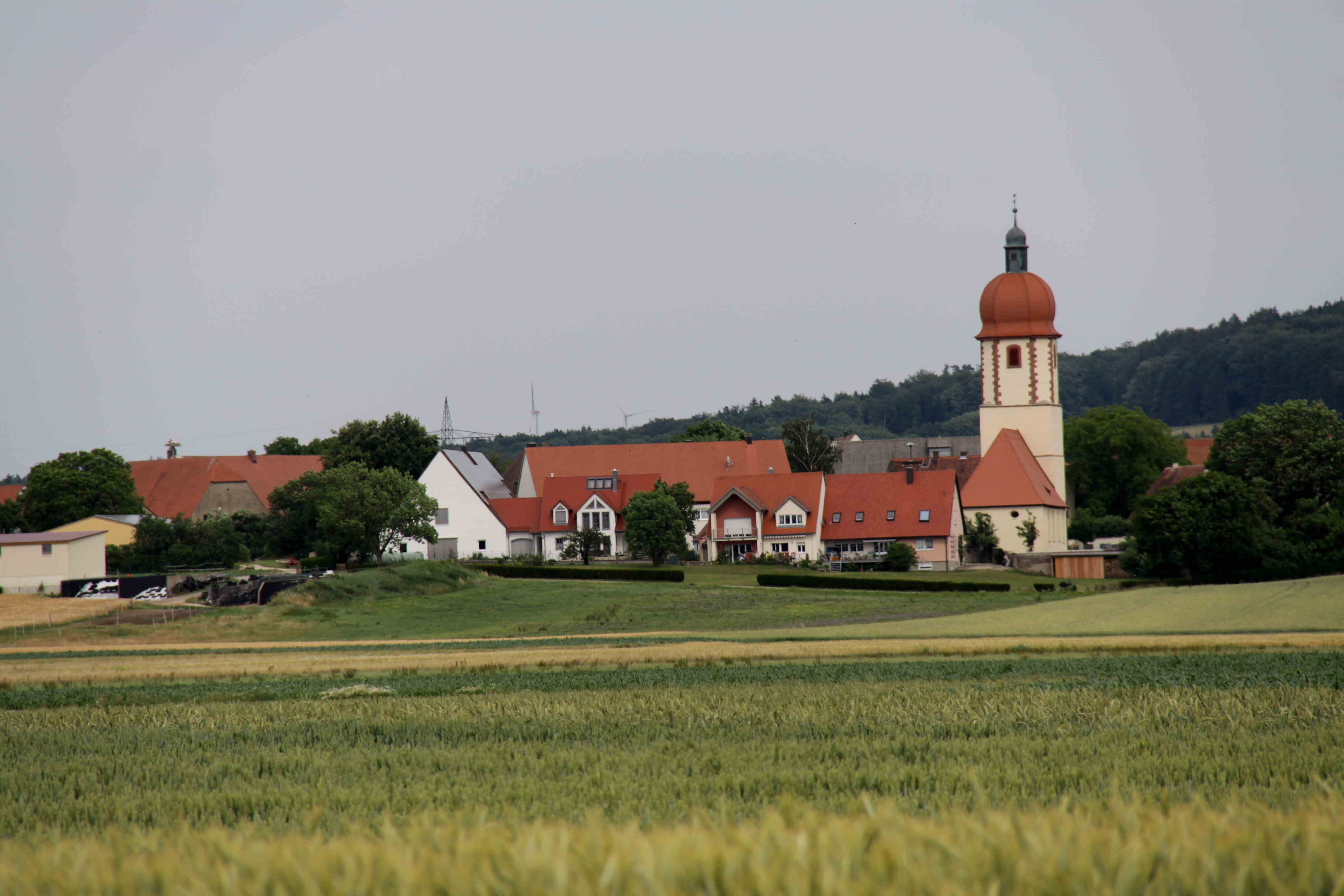
Alesheim von Süden

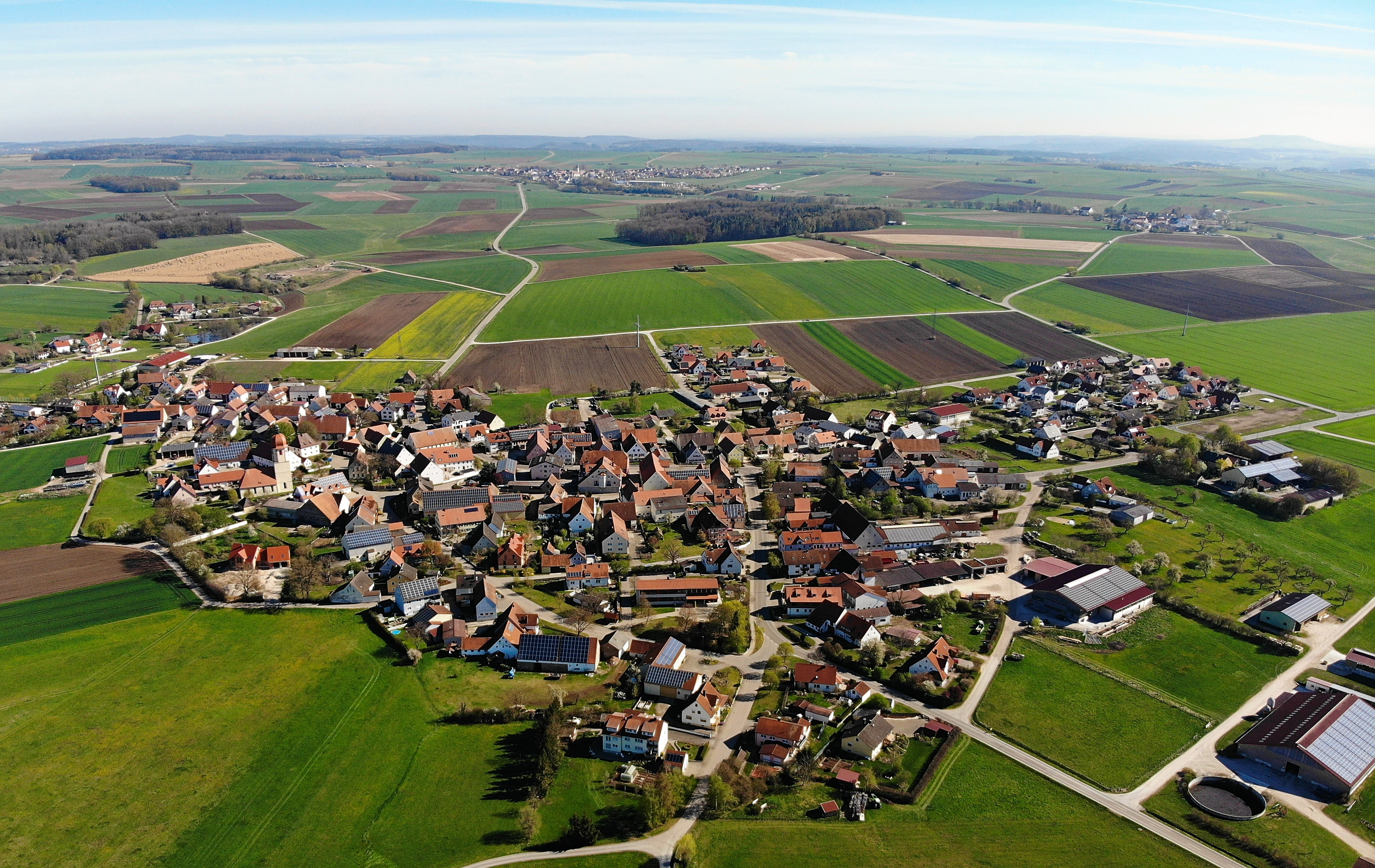
Luftaufnahme von Alesheim (2020)

### Lage
Alesheim liegt im Altmühltal in der Region Westmittelfranken, acht Kilometer westlich der Kreisstadt Weißenburg in Bayern. Die Westgrenze der Gemeinde bildet die Altmühl, an der auf dem Gemeindegebiet Trommetsheim und Lengenfeld liegen und in die Bäche wie der Störzelbach und der Lüßgraben münden. Im Süden liegt der bewaldete Trommetsheimer Berg. Der geographische Mittelpunkt des Landkreises Weißenburg-Gunzenhausen, der sich aus den Mittelwerten der vier Extremkoordinaten des Landkreises berechnet, befindet sich in der Gemeinde Alesheim zwischen Trommetsheim und Lengenfeld in der Flur Heidenburg.

### Nachbargemeinden
Die Nachbargemeinden sind:
| Dittenheim                 | Theilenhofen, Ellingen                      | Ellingen             |
| Meinheim, Markt Berolzheim | Kompassrose, die auf Nachbargemeinden zeigt | Weißenburg in Bayern |
|                            | Treuchtlingen                               |                      |

### Gemeindegliederung
Es gibt 5 Gemeindeteile (in Klammern ist der Siedlungstyp angegeben):
- Alesheim (Pfarrdorf)
- Lengenfeld (Weiler)
- Störzelbach (Dorf)
- Trommetsheim (Pfarrdorf)
- Wachenhofen (Kirchdorf)

Zudem existiert der Wohnplatz Fischerhaus.
Es gibt auf dem Gemeindegebiet die Gemarkungen Alesheim, Trommetsheim und Wachenhofen.´Die Gemarkung Alesheim hat eine Fläche von 9,188 km². Sie ist in 1164 Flurstücke aufgeteilt, die eine durchschnittliche Flurstücksfläche von 7893,53 m² haben. In ihr liegt neben dem namensgebenden Ort der Gemeindeteil Störzelbach.

## Geschichte

### Bis zur Gemeindegründung
Im Jahr 1214 wurde der Ort als „Olofsheim“ bzw. „Olafsheim“ erstmals urkundlich erwähnt. 1540 wurde die Kirche St. Emmeram erbaut.
Alesheim ist ein ehemaliges Amt der Deutschordenskommende Ellingen, die zur Ballei Franken gehörte und  1796 von Preußen in Besitz genommen wurde. Im Vertrag von Paris (Februar 1806) fiel das Dorf zusammen mit dem preußischen Fürstentum Ansbach durch Tausch wie andere Teile Frankens auch an das Königreich Bayern. Im Zuge der Verwaltungsreformen in Bayern entstand mit dem Gemeindeedikt von 1818 die heutige Gemeinde.

### Eingemeindungen
Im Zuge der Gebietsreform in Bayern wurden am 1. April 1971 die Gemeinden Störzelbach und Wachenhofen eingegliedert. Trommetsheim kam am 1. Mai 1978 dazu.

### Einwohnerentwicklung
| Jahr      | 1961 | 1970 | 1987 | 1991 | 1995 | 2000 | 2005 | 2010 | 2015 |
| Einwohner | 0977 | 0953 | 0949 | 0969 | 0972 | 0990 | 1025 | 0991 | 0953 |

## Politik

### Bürgermeister
Der ehrenamtliche Erste Bürgermeister Manfred Schuster wurde 2008 erstmals gewählt, 2014 mit 93,15 Prozent und 2020 mit 63,6 Prozent der Stimmen bestätigt. Zweite Bürgermeisterin ist Gerda Wenderlein.

### Gemeinderat
Seit der Wahl des Gemeinderats am 15. März 2020 verteilen sich die Sitze wie folgt auf die einzelnen Parteien und Wählergruppen:
- CSU - Freie Wähler Alesheim: 5 Sitze
- Freie Wählergemeinschaft Trommetsheim: 3 Sitze

## Wirtschaft einschließlich Land- und Forstwirtschaft
Die Gemeindesteuereinnahmen betrugen im Jahr 2020 umgerechnet 749.000 Euro, davon entfielen 103.000 Euro (netto) auf die Gewerbesteuer.
Im Jahr 2020 gab es in der amtlichen Statistik keine Zahlen zu sozialversicherungspflichtig Beschäftigten am Arbeitsort. Sozialversicherungspflichtig Beschäftigte am Wohnort gab es 362. Im verarbeitenden Gewerbe (sowie Bergbau und Gewinnung von Steinen und Erden) gab es keine, im Bauhauptgewerbe drei Betriebe. Zudem bestanden im Jahr 2016 53 landwirtschaftliche Betriebe mit einer landwirtschaftlich genutzten Fläche von 2035 Hektar. Davon waren 1367 Hektar Ackerfläche und 668 Hektar Dauergrünfläche.

## Wappen
|  | Blasonierung: „Geteilt von Gold und Blau; oben schräg gekreuzt ein roter Speer und ein schräglinker blauer Wellenbalken; unten sechs drei zu zwei zu eins gestellte silberne Eisenhüte.“ |
|  | |

## Bildung
Die Gemeinde betreibt einen Kindergarten mit 50 Plätzen. In der Volksschule werden 127 Schüler von acht Lehrern unterrichtet (Stand 1999).

## Persönlichkeiten
- Ascher Lévy (1588–1635), Rabbiner
- Theodor Wüst (1880–1965), Verwaltungsjurist und Bezirksamtmann
- Karl Dunz (1917–2020), Heimatforscher
- Antonia Katheder (* 1993), Silbermedaillengewinnerin bei den Olympischen Jugend-Sommerspielen 2010